# Víctor Bravo de Soto Vergara
Víctor Daniel Bravo de Soto Vergara (Zaragoza, 23 de agosto de 1983) más conocido como Víctor Bravo, es un exfutbolista y actual entrenador de fútbol español que actualmente dirige al Terrassa F. C. de la Segunda División RFEF.

## Trayectoria como jugador
Víctor Bravo fue un centrocampista formado en las categorías inferiores del Stadium Casablanca y en 1998, ingresa en las bases del FC Barcelona, donde permanece dos años. Tras salir de La Masía, en la temporada 2002-03 firma en el CD Calahorra y tras pasar por la SD Huesca, llegó al filial del Atlético Madrid. El 30 de octubre de 2006, hace su debut con el primer equipo del Atlético Madrid en la Primera División de España a las órdenes de Javier Aguirre en un encuentro frente al Real Zaragoza. En la temporada 2007-08, Víctor es cedido a la Universidad de Las Palmas de Gran Canaria Club de Fútbol. 
Tras finalizar su contrato con el Atlético Madrid, comenzaría un periplo en la división de bronce del fútbol español, vistiendo la camiseta de clubs como el Mérida Unión Deportiva, Pontevedra CF, UD Melilla, CD Tenerife, CD Tudelano, CD Ebro y CD Teruel, donde colgaría las botas al término de la temporada 2019-20.

## Trayectoria como entrenador
El 7 de agosto de 2020, comenzó su carrera en los banquillos dirigiendo al CD Teruel de la Tercera División de España. Al término de la temporada 2020-21, lograría el ascenso a la Segunda División RFEF.
En la temporada 2021-22, dirige al CD Teruel en la Segunda División RFEF. En su segunda temporada al frente del club turolense, logra el ascenso a la Primera División RFEF.
El 21 de noviembre de 2023, es destituido como entrenador del CD Teruel de la Primera División RFEF.
El 11 de noviembre de 2024, firma como entrenador del Terrassa F. C. de la Segunda División RFEF.

## Clubes

### Como jugador
| Club                                                              | País   | Año       |
| ----------------------------------------------------------------- | ------ | --------- |
| CD Calahorra                                                      | España | 2002–2003 |
| SD Huesca                                                         | España | 2003–2005 |
| Burgos CF                                                         | España | 2005–2006 |
| Atlético Madrid B                                                 | España | 2006–2007 |
| Atlético Madrid                                                   | España | 2007–2008 |
| Universidad de Las Palmas de Gran Canaria Club de Fútbol (cedido) | España | 2007–2008 |
| Mérida Unión Deportiva                                            | España | 2008–2009 |
| Pontevedra CF                                                     | España | 2009–2010 |
| UD Melilla                                                        | España | 2010–2011 |
| CD Tenerife                                                       | España | 2011–2013 |
| CD Tudelano                                                       | España | 2013–2016 |
| CD Ebro                                                           | España | 2016–2017 |
| CD Tudelano                                                       | España | 2017–2019 |
| CD Teruel                                                         | España | 2019–2020 |

### Como entrenador
| Club           | País   | Año             |
| -------------- | ------ | --------------- |
| CD Teruel      | España | 2020-2023       |
| Terrassa F. C. | España | 2024-actualidad |